# ГЕС Romaine 4
ГЕС Romaine 4 — гідроелектростанція, що споруджується у канадській провінції Квебек. Знаходячись перед ГЕС Romaine 3, становитиме верхній ступінь каскаду на річці Romaine, яка впадає з півночі до протоки Жака Карт'є (сполучає устя річки Святого Лаврентія з її естуарієм — затокою Святого Лаврентія).
У межах проекту річку перекриють кам'яно-накидною греблею висотою 87 метрів та довжиною 435 метрів, котра потребуватиме 3 млн м3 матеріалу. На час будівництва вода відводиться за допомогою тунелю довжиною 0,5 км з перетином 11х16 метрів. Гребля утримуватиме водосховище з площею поверхні від 77,4 км2 до 142,2 км2 та об'ємом 2710 млн м3 (корисний об'єм 1762 млн м3), в якому припустиме коливання рівня у операційному режимі між позначками 442,1 та 458,6 метра НРМ (у випадку повені останній показник може підвищуватись до 459,6 метра НРМ).
Зі сховища по правобережжю прокладуть дериваційний тунель завдовжки 1,4 км з перетином 11,5х13,5 метра, який переходитиме у два напірні водоводи. Останні живитимуть дві турбіни типу Френсіс потужністю по 122,5 МВт, які при чистому напорі у 88 метрів повинні забезпечувати виробництво 1,3 млрд кВт-год електроенергії на рік.
Будівництво станції почалось у 2016 році та заплановане до завершення у 2021-му.
Видача продукції відбуватиметься по ЛЕП, яка запроектована на роботу під напругою 735 кВ, проте спершу буде працювати з показником 315 кВ.
Спорудження комплексу потребуватиме екскавації 1,3 млн м3 породи (в тому числі 0,3 млн м3 у підземних спорудах) та використання 32 тис. м3 бетону.